# Fagerhult (Bohuslän)
Fagerhult is een plaats in de gemeente Uddevalla in het landschap Bohuslän en de provincie Västra Götalands län in Zweden. De plaats heeft 389 inwoners (2005) en een oppervlakte van 35 hectare.

## Verkeer en vervoer

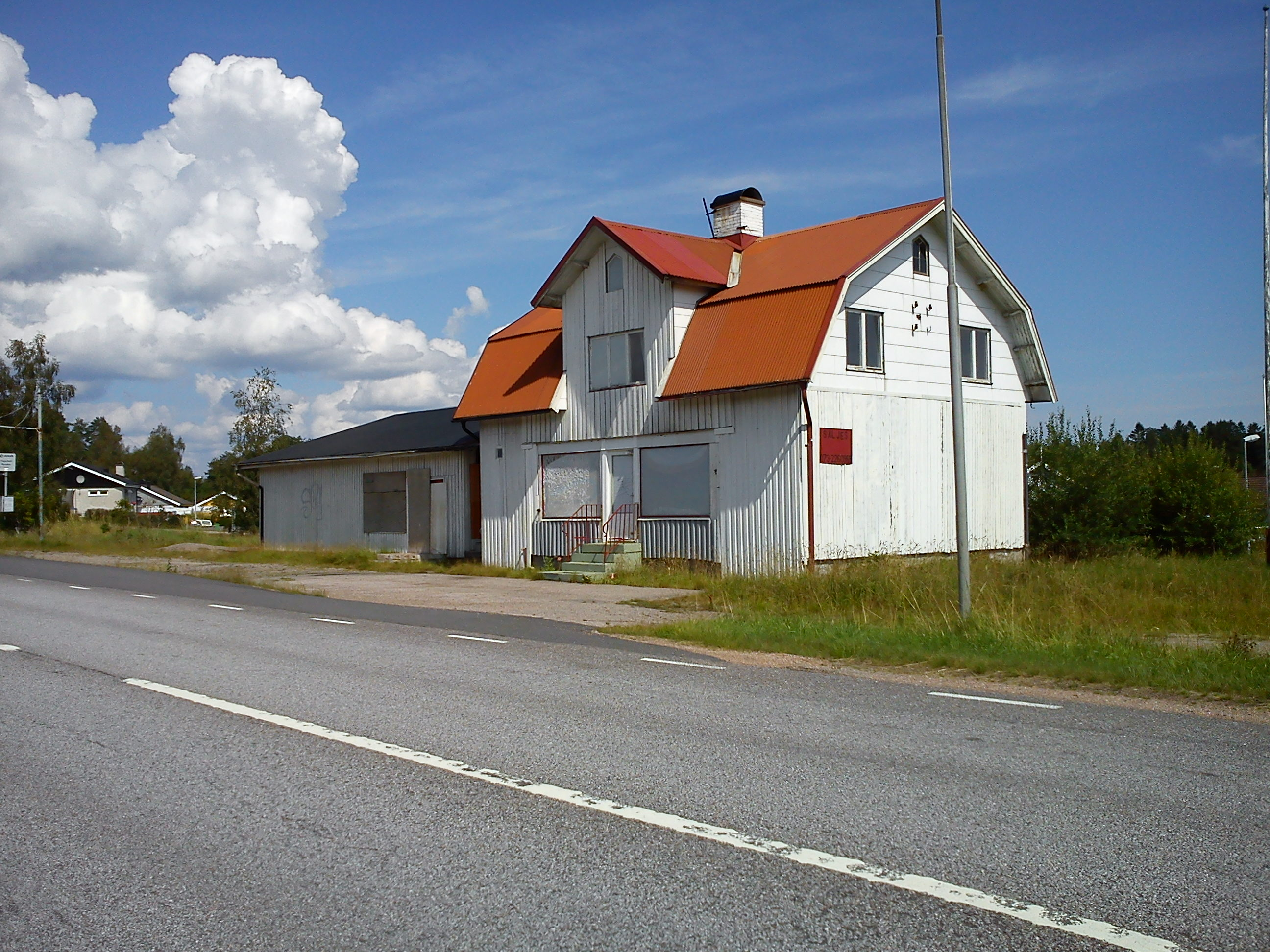

Bij de plaats loopt de Länsväg 172.